# Фунамото, Кодзи
Кодзи Фунамото (яп. 船本 幸路; род. 12 августа 1942, Хиросима) — японский футболист. Выступал за сборную Японии.

## Биография

### Ранние годы
Фунамото играл за местную команду средней школы (англ. Hiroshima University High School) с 1958 по 1960 год. Он и товарищи по команде Аритацу Оги, Ясуюки Кувахара, Takayuki Kuwata, Кэнсэй Мидзотэ и Сонкё Номура стали местными знаменитостями, когда привели свою школу ко второму месту на японском футбольном турнире средних школ в 1959 году. Оги, Кувахара, Фунамото и Мидзотэ помогли команде выйти в четвертьфинал этого турнира в 1960 году. Фунамото перешел в клубный футбол сразу после школы, в то время как Оги, Кувахара и Кувата играли четыре года в Университете Тюо, прежде чем присоединились к своему партнеру по школьной команде в клубе «Тойо Индастрис».

### Клубная карьера
Фунамото стал игроком «Тойо Индастрис» в 1961 году. В следующем сезоне клуб выиграл национальный футбольный турнир и стал полуфиналистом Кубка Императора (1961, 1962). В 1965 году клуб стал первым членом созданной японской соккер-лиги (JSL), первой национальной лиги футбольных клубов в Японии. Фунамото играл в команде в течение 11 сезонов до окончания карьеры в 1975 году. В 11 сезонах он сыграл во всех матчах, в общей сложности 166 игр.
Фунамото и его бывшие школьные товарищи в составе команды «Тойо Индастрис» доминировали в японской соккер-лиге в течение первых шести лет, выиграв чемпионат пять раз (1965, 1966, 1967, 1968, 1970) и заняли второе место в 1969. За этот период клуб трижды выигрывал Кубок Императора (1965, 1967, 1969), а также в 1969 году занял третье место в Клубном Чемпионате Азии. Как вратарь, Фунамото сыграл решающую роль в успехе «Тойо Индастрис» в JSL, когда они выиграли 75 из своих первых 112 матчей (67 %), позволив соперникам забить всего 87 голов. Он был включен в символическую сборную лиги в 1970 году. Золотая эра клуба угасла в последующие три года, когда клуб выиграл 15 из 54 матчей (28 %), пропустив 82 гола.

### Карьера в сборной
В сентябре 1967 года Фунамото был вызван в национальную сборную Японии на матчи квалификации на Летние Олимпийские игры 1968 года. Его дебют состоялся 27 сентября во встрече с Филиппинами. Он делил ворота с олимпийцем Кэндзо Ёкоямой в команде с 1967 по 1975 год. Фунамото провел 19 матчей, 17 — в стартовом составе и 2 — выйдя на замену, блокируя соперников пять раз. Он пропустил 25 голов, в то время как Японии выиграла 9 встреч, 8 — проиграла и две — сыграла вничью. Он участвовал в турнире Pestabola Merdeka (1970, 1972, 1975), Азиатских играх (1970), отборочных матчах Кубка Азии (1975), квалификации на Летние Олимпийские игры 1968 и отборочных матчах на чемпионат мира по футболу (1970, 1974) за время своей карьеры в национальной команде.

## После футбола
Фунамото завершил игровую карьеру после сезона 1975 года после 15 лет, проведенных за «Тойо Индастрис» и 11 лет в японской футбольной лиге. Он работал тренером вратарей с 1975 по 1980 год в «Тойо Индастрис» и национальной сборной Японии с 1979 по 1980 год. Он читал лекции в футбольной школе «Мазда» с 1981 по 2007 год. Среди его протеже были Кэнъити Уэмура, Кэндзи Вакаи и Масааки Тома. До выхода на пенсию работал в офисе «Мазда».
Кроме того, он работал комиссаром матчей Джей-лиги. В настоящее время он живёт в Хиросиме, играет в гольф с друзьями, работает в саду и смотрит футбол с семьёй.

## Статистика

### В клубе
| Японская футбольная лига | Японская футбольная лига | Японская футбольная лига | Японская футбольная лига | Японская футбольная лига | Японская футбольная лига    | Японская футбольная лига                                        |
| Год                      | Команда                  | Матчи                    | Результаты (Поб-Пор-Н)   | Место в лиге             | Матчи без пропущенных голов | Турнир, результат                                               |
| ------------------------ | ------------------------ | ------------------------ | ------------------------ | ------------------------ | --------------------------- | --------------------------------------------------------------- |
| 1965                     | «Тойо Индастрис»         | 14                       | 12-0-2                   | 1                        | 9                           | Кубок Императора — победитель                                   |
| 1966                     | «Тойо Индастрис»         | 14                       | 12-1-1                   | 1                        | 6                           | Кубок Императора — финал                                        |
| 1967                     | «Тойо Индастрис»         | 14                       | 10-2-2                   | 1                        | 16                          | Кубок Императора — победитель                                   |
| 1968                     | «Тойо Индастрис»         | 14                       | 10-3-1                   | 1                        | 11                          |                                                                 |
| 1969                     | «Тойо Индастрис»         | 14                       | 10-3-1                   | 2                        | 10                          | Кубок Императора — победитель, Клубный чемпионат Азии — 3 место |
| 1970                     | «Тойо Индастрис»         | 14                       | 11-2-1                   | 1                        | 5                           | Кубок Императора — финал                                        |
| 1971                     | «Тойо Индастрис»         | 14                       | 3-7-4                    | 6                        | 17                          |                                                                 |
| 1972                     | «Тойо Индастрис»         | 14                       | 7-5-2                    | 3                        | 13                          | Кубок Императора — полуфинал                                    |
| 1973                     | «Тойо Индастрис»         | 18                       | 5-8-5                    | 8                        | 28                          | Кубок Императора — четвертьфинал                                |
| 1974                     | «Тойо Индастрис»         | 18                       | 6-6-6                    | 6                        | 25                          | Кубок Императора — четвертьфинал                                |
| 1975                     | «Тойо Индастрис»         | 18                       | 4-10-4                   | 8                        | 29                          |                                                                 |
| Итого                    |                          | 166                      | 90-47-29                 |                          | 169                         |                                                                 |

### В сборной
| Сборная Японии | Сборная Японии | Сборная Японии |
| Год            | Матчи          | Голы           |
| -------------- | -------------- | -------------- |
| 1967           | 1              | 0              |
| 1968           | 1              | 0              |
| 1969           | 1              | 0              |
| 1970           | 1              | 0              |
| 1971           | 0              | 0              |
| 1972           | 5              | 0              |
| 1973           | 2              | 0              |
| 1974           | 0              | 0              |
| 1975           | 8              | 0              |
| Итого          | 19             | 0              |